# 소네다 유타카
소네다 유타카(일본어: 曽根田 穣, 1994년 8월 29일~)는 일본의 축구 선수이다.

## 구단 경력
그는 2017년 J1리그의 방포레 고후에 입단했다. 2017년후 J2리그에 강등했다. 2019년까지 53경기에 출전하여, 10득점을 넣었다. 2020년 교토 상가 FC로 이적했다. 2022년 미토 홀리호크로 이적했다. 2023년 J3리그의 에히메 FC로 이적했다. 2023년 J3리그 우승으로 J2리그로 승격했다.